# Fox Sunrise

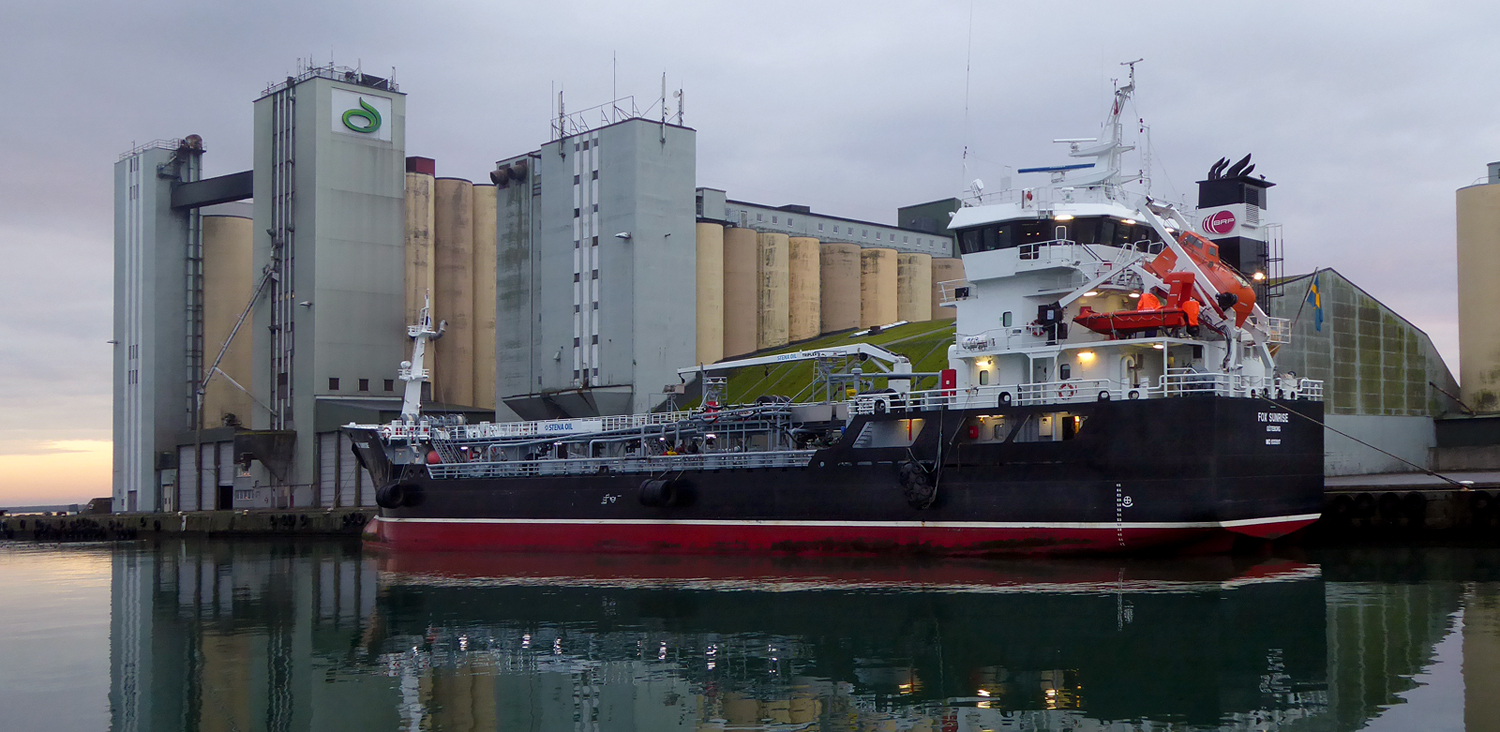
Fox Sunrise i Ystad 23 nov 2016.

Fox Sunrise är en bunkerbåt som mestadels går runt Göteborg, Skagen och Brofjorden och tillhör rederiet BRP som kör för Stena Oil.
Fartyget är på 1964 bruttoton och har 17 tankar.